# Mécanobiologie
 (janvier 2016).
Si vous disposez d'ouvrages ou d'articles de référence ou si vous connaissez des sites web de qualité traitant du thème abordé ici, merci de compléter l'article en donnant les références utiles à sa vérifiabilité et en les liant à la section « Notes et références ».
La mécanobiologie est la science qui s'intéresse aux effets des contraintes mécaniques (étirements, compressions, cisaillements...) sur les cellules ou les tissus vivants.

## Rôles des protéines
Plusieurs protéines impliquées dans les processus d'intégration de signaux mécaniques ont été décrites. Par exemple :
- la β-caténine, impliquée dans la différenciation et la détermination de tissus embryonnaires en tissus gastriques ;
- le NF-κB, dont l'activation mécanosensible déclenche la transcription de gènes impliqués dans la réponse inflammatoire, à la suite d'une lésion ;
- le couple de protéines YAP/TAZ, conduisant à la prolifération des cellules dans un environnement étiré.